# Ashraf Pahlavi
Ashraf Pahlavi (Perzisch: اشرف پهلوی) (Teheran, 26 oktober 1919 – Monte Carlo, 7 januari 2016) was de tweelingzus van wijlen sjah Mohammed Reza Pahlavi, de laatste sjah van Iran (Perzië).
Ashraf is de dochter van Reza Pahlavi en Tadj ol-Molouk. Toen ze nog geen zes jaar was, werd haar vader sjah van Iran.
In 1953 speelde zij een belangrijke rol in Operation Ajax van de Amerikaanse CIA die de sjah terug op de troon hielp nadat hij was verbannen door premier Mossadeq. De sjah was tegen de CIA en begin 1953 ontmoette Ashraf enkele agenten die haar vroegen haar broer te overtuigen om hun hulp aan te nemen. Sommige Iraniërs zagen haar als een verraadster, anderen als een heldin.